# Cribrilaria
Cribrilaria is een mosdiertjesgeslacht uit de familie van de Cribrilinidae en de orde Cheilostomatida. De wetenschappelijke naam ervan is in 1929 voor het eerst geldig gepubliceerd door Ferdinand Canu en Ray Smith Bassler.

## Soorten
- Cribrilaria arrecta Bishop & Househam, 1987
- Cribrilaria bathyalis Harmelin & Aristegui, 1988
- Cribrilaria bifida (d'Hondt, 1970)
- Cribrilaria californiensis Soule, Soule & Chaney, 1995
- Cribrilaria denticulata Harmelin & Aristegui, 1988
- Cribrilaria harmeri Ristedt, 1985
- Cribrilaria hexaspinosa Harmelin, 1978
- Cribrilaria hincksii (Friedl, 1917)
- Cribrilaria innominata (Couch, 1844)
- Cribrilaria mikelae (Harmelin, 2006)
- Cribrilaria minima Harmelin, 1984
- Cribrilaria octospinosa Harmelin, 1978

- Cribrilaria parva Winston & Hakansson, 1986
- Cribrilaria paschalis Moyano, 1973
- Cribrilaria perplexa Soule, Soule & Chaney, 1995
- Cribrilaria picardi Harmelin, 1988
- Cribrilaria profunda Rosso, Di Martino & Ostrovsky, 2020
- Cribrilaria pseudoradiata Harmelin & Aristegui, 1988
- Cribrilaria radiata (Moll, 1803)
- Cribrilaria saginata (Winston, 2005)
- Cribrilaria saldanhai (Harmelin, 2001)
- Cribrilaria scripta (Reuss, 1848)
- Cribrilaria setiformis Harmelin & Aristegui, 1988
- Cribrilaria venusta (Canu & Bassler, 1925)

Niet geaccepteerde soort:
- Cribrilaria biavicularia Kataoka, 1961 → Glabrilaria biavicularia (Kataoka, 1961)